# Are We Not Men? We Are Devo!
Q: Are We Not Men? A: We Are Devo!是新浪潮乐队Devo的首张专辑。制作人布莱恩·恩诺，主要在德国科隆录制，1978年华纳娱乐兄弟唱片在美国发行。
专辑获得相当褒贬不一的评价，在英国专辑榜最高第12，美国Billboard最高第78。最近评论开始专辑评论更一致的积极，获得滚石、Pitchfork Media和Spin等出版物的“最佳”榜单。